# Andali
Andali är en ort och kommun i provinsen Catanzaro i regionen Kalabrien i Italien. Kommunen hade 691 invånare (2018).